# Mausolée de Jandi Turki
 (décembre 2023).
Le mausolée de Jandi Turki est situé dans la rue Namozgoh, dans la vieille ville de Boukhara, en Ouzbékistan. Il est associé à l'un des imams célèbres de l'histoire de Boukhara au Moyen Âge, Jandi Turki. On dit qu'il y a une pierre tombale dans le mausolée situé dans la partie sud de Boukhara. Ce mausolée est inscrit sur le registre national des sites du patrimoine culturel immatériel en Ouzbékistan.

## Histoire
Le mausolée de Jandi Turki est situé dans la partie sud de la région de Boukhara,. Cette zone englobe également le cimetière de Jandi Turki. Le mausolée est associé à Abu Nasr Ahmad ibn Fazl ibn Muso al-Muzakkir al-Jandi,. De nombreux érudits et théologiens ont été enterrés dans ce cimetière-mausolée. Abu Nasr Ahmad ibn Fazl ibn Muso al-Muzakkir al-Jandi est mort au début du XIe siècle, mais sa renommée a atteint son apogée aux XVIe et XVIIe siècles. Une structure a été construite au-dessus du mausolée de Jandi Turki. Actuellement, le mausolée de Jandi Turki est détruit et des lieux de culte ont été construits à sa place. Selon les recherches de l'orientaliste Komiljon Rahimov, le souverain Shams ul-Mulk Nasr ibn Ibrohim (1068-1080) serait enterré dans cette zone. Sur la carte de Boukhara de Parfenova-Fenin datant de 1911-1912, l'emplacement du mausolée est marqué comme « Goʻrxonayi Xoqon ».

## Architecture
Le mausolée de Jandi Turki a des dimensions intérieures de 4,2 mètres sur 4,25 mètres, avec des murs d'une épaisseur de 1,5 mètre. Le mausolée est fermé sur deux côtés par un dôme et possède trois entrées. Les murs intérieurs du mausolée sont faits de briques et sont ornés de sculptures, tandis que le sol est recouvert d'argile. Devant le mausolée se trouve la mosquée Jandi Turki. La mosquée possède un mihrab (niche de prière) sur son côté sud-ouest, atteignant une hauteur de 1,8 mètre. L'entrée de la mosquée se trouve du côté ouest et a été remplacée par une nouvelle. Le mausolée de Jandi Turki est construit dans le style de l'architecture d'Asie centrale. Le portail d'entrée du mausolée est rectangulaire, avec une hauteur de 12 mètres et une largeur de 6,7 mètres. Le mausolée subit une reconstruction en 2020 et est orné de sculptures,.